# 冰上恭子
冰上恭子（日语：／ Hikami Kyōko，1969年1月11日—），日本女性配音員。出身於兵庫縣寶塚市。身高154cm。A型血。

## 簡介
Mausu Promotion所屬（1994年加入），東映演員養成所大阪校、東京廣播學院畢業。

## 來歷
1969年出生於兵庫縣寶塚市。高中時期搬到同縣神戶市居住。她在國中時期知道有聲優這項職業之後，為此高中時期開始前往培養所接受訓練。
高中畢業後想要正式成為聲優，卻受到父母的強烈反對。於是先就讀園田學園女子短期大學幼兒教育學系，同時入住東映演員養成所的大阪分校。畢業後成功說服父母，隻身移住到東京。之後從專門學校東京廣播學院聲優科畢業，然後從當時的江崎Production（現在的Mausu Promotion）附屬演員養成所畢業。
1992年以電視動畫《人小鬼大》出道。2年後的1994年，正式加入現在所屬的Mausu Promotion（2000年從江崎Production改名）。
1995年以電視動畫《愛天使傳說》聲演主角花咲桃子（結婚桃子）一躍成名，成為自身的配音代表作。稍早成名以前大多參加海外電影、電視影集的日語配音。
1997年起與同事務所的小島幸子、增田由紀組成3人聲優組合「chiffons」。
2018年7月1日在自己的網誌宣布與演員橋本禎之結婚。

## 人物
特長：鋼琴演奏。也擅長畫圖，因此在交換卡片遊戲《水瓶戰記》中，其聲演的角色兔田光（拉·薇·安·羅斯）和魔神河童 ()（同樣都是《鈴鐺貓娘》登場的角色）造型都是由冰上親手繪製。不僅如此，也在遊戲《悠久幻想曲》聲演西拉·謝菲爾德同時，為小說《悠久幻想曲 2nd Album》（著）描繪似顏繪。另外，冰上因為是兵庫縣出身，因此她擅長講關西方言。
高中時期是合唱社所屬，而冰上則負責和擅長次女高音合音的部分。
冰上說短大時期會選擇幼兒教育科系，原因是因為她說自己可以這裡可以發揮繪畫、唱歌及芝居。
資格：一般汽車執照。
與雪野五月是東京廣播學院時代的同期生。

## 逸事
冰上以前曾經是遊戲開發公司Broccoli旗下聲優組合「D.U.P.」的成員之一。當初，原本是要舉辦拉·比·安·露絲的配音徵選。由於，跟溝口功一起擔任《鈴鐺貓娘》聲優徵選主持人的冰上，和真田麻美、澤城美雪3人都是教育系出身。因此，拉·比·安·露絲的聲優就指定由冰上擔任了（另外，澤城以主演《鈴鐺貓娘》成為聲優出道作之後，曾跟冰上都是Mausu Promotion所屬）。

## 演出
粗體字表示主要角色。

### 電視動畫
1992年
- 人小鬼大（白川、小池晶）
- 幽☆遊☆白書

1994年
- 幸運超人（目立真千子）
- BLUE SEED（晶子）
- 咕嚕咕嚕魔法陣 (1994年版)（古麗艾爾）

1995年
- 愛天使傳說（結婚桃子／花咲桃子）
- 去吧！稻中桌球社（裁判、女教師）
- 蠟筆小新（女）
- 十二生肖 爆烈戰士（庫莉姆、灰姑娘、赤珠獻、七小豬之一、手智子）
- 快打旋風II V（小時候的隆）
- 麵包超人（さくらちゃん）
- 鬥魔鬼神傳ONI（日语：闘魔鬼神伝ONI）（萌葱）
- NINKU -忍空-（結花）
- 忍者亂太郎（海女C）
- 夢幻遊戲（女子B、娘娘A）
- 宇宙小毛球（ピロロ、由美）

1996年
- 機械女神J（吉米妮）
- VS騎士檸檬汽水&40炎（可可奧）
- 鋼鐵神兵（娜夏）
- 魔法少女砂沙美（樋香里）

1997年
- 動畫大盜五右衛門（日语：アニメがんばれゴエモン）（土屋明日香）
- 吸血姬美夕（茂利優子）
- 橫行太保（蕾拉、姊姊）
- 靈異獵人（青短襯姐）
- 神奇寶貝（艾莉嘉）

1998年
- 庫洛魔法使（中川容子）
- SHADOW SKILL -影技-（萊伊）
- 槍神Trigun（史蒂芬妮）
- 女棒甲子園（森村聖良[14]）

1999年
- 臣士魔法劇場 利斯基☆塞夫提（日语：臣士魔法劇場 リスキー☆セフティ）（海璃）
- 麻辣教師GTO（大橋素子）
- 鈴鐺貓娘（拉·薇·安·羅斯）
- To Heart（姬川琴音[15]）
- 麻煩巧克力（日语：トラブルチョコレート）（底波拉）
- 火魅子傳（日语：火魅子伝）（香蘭）
- 進化戰記（彩火乃紀）
- 無限的未知（由莉·巴哈那、卡蓮·路茲洛那）

2000年
- 銀裝騎攻Ordian（日语：銀装騎攻オーディアン）（吉爾）
- 櫻花大戰 (TV動畫)（高村椿[16]）
- 人造人基凱達 THE ANIMATION（日语：人造人間キカイダー THE ANIMATION）（美雪）
- 真·女神轉生 惡魔之子（冰雪人〈冰霜傑克〉、凱倫、鎌鼬、皮庫西）
- 袖珍女侍小梅（塞巴多爾·莎拉）
- 六門天外（白芝、女武神親衛隊Me）

2001年
- 天使的尾巴（蛇之雪）
- 妹妹公主（真深[17]）
- 熱帶雨林的爆笑生活（摩耗智代）
- 辣妹當家（淺井栞）
- 七虹香電擊作戰（入江愛）
- 第一神拳（小學時期的千堂武士（日语：千堂武士））
- 最終幻想：無限（麗莎·帕茨菲斯特）

2002年
- 水瓶戰記（香野唯）
- 我們這一家（須藤）
- 阿倍野橋魔法☆商店街（今宮滿代）
- 禁獵魔女（堂島百合香）
- 攻殼機動隊 STAND ALONE COMPLEX（カナビ）
- 推理之絆（初山麗子）
- 鈴鐺貓娘Panyo Panyo（旁白、漢塞爾）
- PIANO（齊藤[18]）

2003年
- 四聖獸 ～聖獸降臨篇～（女神〈雪〉）
- DEAR BOYS（工藤香織）
- 鈴鐺貓娘Nyo（拉·薇·安·羅斯）
- 哆啦A夢 (大山羨代版)（久留美、女子A）
- 闇與帽子與書的旅人（梅林、玉藻前）

2004年
- 武士槍俠（日语：サムライガン）（紅）
- To Heart ～Remember my Memories～（姬川琴音）
- 鋼之鍊金術師（帕寧亞）
- 爆裂天使（馬里奧）
- 神奇寶貝超世代（星加）
- 神奇寶貝 Side Story（愛琳）
- 星球流浪記（絲薇亞）
- MONSTER（洛特·弗蘭克）
- 烘焙王（暖呼呼大姊姊）

2005年
- Gallery Fake（日语：ギャラリーフェイク）（琳達）
- 藍色潮痕（日语：タイドライン・ブルー）（何塞[19]）
- 名偵探柯南（先崎波花）

2006年
- 冬季花園（拉·薇·安·羅斯）
- 高機動交響曲GPO（古關里美）
- 銀河天使2（兔田名人〈拉·薇·安·羅斯〉）
- 女高中生 GIRLS-HIGH（姬路京子）
- 火影忍者（花月舞）
- ×××HOLiC（櫻子、薰子）
- 怪傑佐羅利（桑迪）
- 名偵探柯南（清水）
- 流星之洛克人（哈普）

2007年
- Keroro軍曹（胡散田光）
- 劍豪生死鬥（阿蓉）
- 少年陰陽師（篤子）
- 東京魔人學園劍風帖 龖（高見澤舞子）
- 東京魔人學園劍風帖 龖 第貳幕（高見澤舞子）
- 女優大試煉（西田理[20]）
- Myself ; Yourself（職員）
- 戀愛情結（中原美髮師）
- 流星之洛克人 Tribe（哈普）

2008年
- 彩雲國物語（縹瑠花）
- 破天荒遊戲（文森特）
- 秘密 ～The Revelation～（吉野美沙）
- 十字架與吸血鬼 CAPU2（亞婦皿老師）

2009年
- 四葉遊戲（樹多村光的母親〈樹多村君江〉）
- FRESH光之美少女！（桃園步美）

2010年
- 花丸幼稚園（土田之母）
- 變身公主（佐佐木智子）
- 緣之空（春日野悠的母親）

2011年
- SKET DANCE（瑪麗·布魯）
- 迷糊軟網社（三吉杏子）

2012年
- CØDE:BREAKER 法外制裁者（櫻小路雪[21]）
- Smile 光之美少女！（黃瀨彌生的母親〈黃瀨千春〉）
- 要聽爸爸的話！（佐原良子）

2013年
- 在蒼藍世界的中心（日语：蒼い世界の中心で）（吉亞的母親〈史黛拉〉）
- DEVIL SURVIVOR2 the ANIMATION（傑克·弗羅斯特）
- 幕末義人傳 浪漫（茜）
- 兄弟戰爭（岸田香織）
- 名偵探柯南（井筒尚子）
- 戀愛研究所（坂上老師）

2014年
- Aikatsu！偶像活動！（大空小陽）
- 英雄銀行（日语：ヒーローバンク）（羽地北世）

2015年
- 元氣少女緣結神◎（墮神A）
- 新我們這一家（須藤）

2018年
- 我喜歡的妹妹不是妹妹（真凜）
- 名偵探柯南（貝拉·曳舟）

2020年
- 滿溢的水果塔（貫井羽良）

2021年
- BORUTO -火影新世代- NARUTO NEXT GENERATIONS-（犬塚秋田）
- 三角窗外是黑夜（冷川塔子）

2022年
- 寶可夢 旅途（艾莉嘉）
- 令和鈴鐺貓娘（拉·薇·安·羅斯[22]）

### 電影動畫
1997年
- 超人力霸王貓 從星空降臨的不可思議貓（日语：ウルトラニャン）（桃）

1998年
- 超人力霸王貓2 快樂大作戰（桃）
- 劇場版 神奇寶貝：超夢的逆襲（愛）
- 秀逗魔導士 GORGEOUS（瑪琳）

2000年
- 六門天外 ～傳說的火焰龍～（白芝）

2001年
- 櫻花大戰 活動寫真（日语：サクラ大戦 活動写真）（高村椿[23]）
- 劇場版 鈴鐺貓娘：星之旅（拉·比·安·露絲）
- 哆啦A夢：大雄與翼之勇者們（米露[24]）

2004年
- （珍奈）
- 名偵探柯南：銀翼的奇術師（酒井夏樹）

2005年
- 翡翠森林狼與羊（幼少期的梅）

2009年
- 向星星許願 Fantastic Cat（日语：星に願いを (アニメ作品)）（瑪莉）

2013年
- 魔法少女姐妹悠悠和寧寧（悠美[25]）

2015年
- 劇場版 光之美少女 All Stars：春之嘉年華♪（哈耳摩尼亞公主）

2017年
- 劇場版 神奇寶貝：就決定是你了！（艾莉嘉）

2023年
- 北極百貨的秋乃小姐（加勒比僧海豹[26]）

### OVA
1993年
- 我是大哥大!!（學生、女學生A）

1995年
- Idol Project（日语：アイドルプロジェクト）
- 怪醫黑傑克（卡蒂娜·阿蕾可）
- 女神天國（日语：女神天国）（帕斯特爾）

1996年
- 愛天使傳說DX（日语：ウェディングピーチDX）（結婚桃子／花桃子）
- GALL FORCE -THE REVOLUTION-（日语：ガルフォース）（波妮）
- 銀河少女傳說 ～深暗的仙女～（日语：銀河お嬢様伝説ユナ）（亞彌乎）
- 鬥神傳（日语：闘神伝）（艾莉絲）
- BURN-UP W（麻理亞）

1997年
- 愛麗絲 in Cyberland（日语：ありす in Cyberland）（高倉沙貴）
- 櫻花大戰 櫻華絢爛（高村椿）
- 櫻通信（春日麗）
- 鋼鐵神兵 NEO（娜夏）

1998年
- 超能力大戰 ～Psychic Force～（溫蒂·萊安）
- POWER DoLLS Projectα（艾米·帕辛格）

1999年
- 櫻花大戰 轟華絢爛（高村椿）

2002年
- 櫻花大戰 神崎堇 引退紀念（日语：サクラ大戦 神崎すみれ 引退記念 す・み・れ）（高村椿）
- 娜考露露 ～來自某人的恩賜～ 郷里之畏友篇（蕾拉（日语：レラ (サムライスピリッツ)）、娜考露露的母親）

2003年
- 熱帶雨林的爆笑生活Final（摩耗智代）
- Di Gi Charat劇場 就交給初子吧！（拉·比·安·露絲）
- 袖珍女侍小舞（日语：HAND MAID マイ）（本田彩）

2006年
2011年
- 超自然檔案：THE ANIMATION（莫里）

### 網路動畫
- 伊甸（2021年，A37）

### 遊戲
1995年
- 制服傳說Pretty Fighter X（日语：制服伝説 プリティ・ファイター）（青木真琳）

1996年
- 愛麗絲 in Cyberland（日语：ありす in Cyberland）（高倉沙貴）
- 櫻花大戰（高村椿）
- 露娜 銀河之星（露娜、艾爾緹納）

1997年
- 綾香忍傳的一番（日语：あやかし忍伝 くの一番）（不知火遙）
- 10101"WILL"THE STARSHIP（日语：10101〜“WILL”The Starship〜）（悠）
- 巫師交響曲2（日语：ウィザーズハーモニー）（緹法·克洛澤）
- 銀河少女傳說3 LIGHTNING ANGEL（日语：銀河お嬢様伝説ユナ）（亞彌乎）
- 新世紀福音戰士 2nd Impression（山岸麻由美）
- DESIRE（日语：DESIRE (ゲーム)）（泉誠）
- 心動美麗同盟（日语：ドキドキプリティリーグ#ドキドキプリティリーグ）（中山玲子）
- BULK SLASH（日语：バルクスラッシュ）（莉拉·哈特）
- POWER DoLLS 2（艾米·帕辛格）
- 龍息之焰III（日语：ブレス オブ ファイアIII）（妮娜）
- POCKET LOVE（日语：ポケットラブ）（愛川涼音）
- 悠久幻想曲（日语：悠久幻想曲）（西拉·謝菲爾德）
- （提兒）

1998年
- 戀愛物語 特別篇 ～戀愛與魔法的學園生活～（日语：エーベルージュ）（瑪爾·安哈爾特）
- 戀愛物語2（瑪爾·安哈爾特）
- 瑪莉的鍊金工房 ～薩爾博格之鍊金術士2～（瑪洛妮）
- 孃樣特急（日语：お嬢様特急）（櫻井真美）
- 超能力大戰2012 ～Psychic Force 2012～（溫蒂·萊安）
- 櫻花大戰2 ～願君平安～（高村椿）
- 永遠在一起（若林薰、岬琴音）
- 慟哭 然後…（日语：慟哭 そして…）（華苗）
- 幕末浪漫第二幕 月華劍士 ～月下芳華、委地之花～（高嶺響）
- （琳達）
- 波波羅（日语：ポポローグ）（米爾特）

1999年
- 侍魂新章 ～劍客異聞錄 甦醒的蒼紅之刃～（沙耶）
- Sonata（TW2-FUSHIMI、伏見、納屋橋伏見）
- To Heart（姬川琴音[27]）
- High School of Blitz
- 封神領域（日语：封神領域エルツヴァーユ）（齋月刹那）
- （多米娜）
- （高崎瑠梨）
- （羅西）
- Lord of Monsters（日语：ロードオブモンスターズ）（帕爾納）[a]

2000年
- 偵探紳士DASH！（日语：不確定世界の探偵紳士）（綾木麻衣子）
- 天使的贈禮 馬爾王國物語（日语：マール王国の人形姫#天使のプレゼント マール王国物語）
- 南島尋寶隊（米蘭達）
- 龍息之焰IV（日语：ブレス オブ ファイアIV うつろわざるもの）（妮娜）

2001年
- CAPCOM VS. SNK 2 MILLIONAIRE FIGHTING 2001（日语：CAPCOM VS. SNK 2 MILLIONAIRE FIGHTING 2001）（高嶺響）
- 櫻花大戰3 ～巴黎在燃燒嗎～（高村椿）
- 捷克與達斯特 舊世界的遺產（日语：ジャック×ダクスター 旧世界の遺産）（凱拉）
- Di Gi Charat Fantasy ～仲夏夜之夢～（日语：デ・ジ・キャラット ファンタジー）（兔田）
- 娜考露露 ～來自某人的恩賜～（娜考露露的母親、烏巴巴）
- 馬爾王國拼圖遊戲（日语：マール王国の人形姫）

2002年
- 櫻花大戰4 ～戀愛吧少女～（高村椿）
- DI GI 貓語錄（日语：デ・ジ・キャラット でじこミュニケーション）（兔田）
- 愛神餐館（日语：ビストロ・きゅーぴっと）（羅絲·席尼蒙）
- 龍息之焰V（日语：ブレス オブ ファイアV ドラゴンクォーター）（妮娜）

2003年
- 永遠的伊蘇 I·II（日语：イースI・II#イースI・IIエターナルストーリー）（菲娜）
- SAKURA ～雪月華～（日语：SAKURA 〜雪月華〜）（深海優子）
- 櫻花大戰 ～熾熱之血～（高村椿）
- 侍魂零（日语：サムライスピリッツ零）（蕾拉（日语：レラ (サムライスピリッツ)））
- 露娜 ～現世傳說～（露娜）

2004年
- 侍魂零SPECIAL（蕾拉）
- 3年B班金八老師 成為傳說中的教師！（聖彩香）
- 捷克與達斯特2（日语：ジャック×ダクスター2）（凱拉）
- Sentimental Prelude（日语：センチメンタルプレリュード）（長谷川聰美）
- 續 我們的太陽（札琪）
- 貓語錄2 打倒！黑色加碼加碼團！（兔田）

2005年
- 忍道 戒（日语：忍道 戒）（揚羽、薄羽）
- 新 我們的太陽（札琪）
- 公主協奏曲（日语：プリンセスコンチェルト）（夏利略）
- 舞-HiME ～命運的系統樹～（九條睦美）
- 義經紀（日语：義経紀）（靜御前）
- 汪達與巨像（多爾暝）

2006年
- 高機動交響曲GPO 青之章～將信送到光之海～（古關里美）
- true tears（秋山飛美）
- 我們的太陽 Django&Sabata（托比、愛麗絲）

2007年
- 神曲奏界 THE BLACK（ウォナーリア·ゲニカ·ヤクリトーレ）
- 暮蟬悲鳴時祭（日语：ひぐらしのなく頃に祭）（間宮麗娜）

2008年
- 侍道3（日语：侍道3）（老師）
- 真實之淚 true tears（秋山飛美）

2009年
- 捷克與達斯特：失落的邊境（日语：ジャック×ダクスター 〜エルフとイタチの大冒険〜）（凱拉）
- 露娜 ～銀白星球的和聲～（露娜）

2011年
- 凱薩琳（瑪莎·鄔絲賓斯基）
- 忍道2 散華（日语：忍道シリーズ）（薄羽）

2012年
- 連遊戲也要聽爸爸的話！（佐原良子）
- Root Double -Before Crime * After Days-（日语：ルートダブル -Before Crime * After Days-）（奇拉拉[28]、[28]）

2013年
- 鬼武者Soul（日语：鬼武者Soul）（妮娜）
- RaiderZ（女性角色&系統聲音）

2014年
- 超級女英雄戰記（日语：超ヒロイン戦記）（拉·比·安·露絲／兔田光[29]）
- 劍之街的異鄉人（日语：剣の街の異邦人）（瑪莉莉絲·克萊伊巴烏姆[30]）

2015年
- 我家公主最可愛（麒麟公主·黃瑞珠）
- 暮蟬悲鳴時（間宮麗娜[31]）

2016年
- ISLAND（伽藍堂紗羅的母親、有馬雨蘭）
- 龍息之焰6 白龍的守護者（日语：ブレス オブ ファイア）（妮娜[32]）

### 外語配音

#### 電影
- 霹靂炮3（英语：Beverly Hills Cop III）（售票員）※影碟版。
- 破碎的鎖鏈（英语：The Broken Chain）（凱瑟琳）
- 古堡守護靈（英语：The Canterville Ghost (1996 film)）（維吉尼亞·“吉妮”·奧蒂斯〈內芙·坎貝爾〉）
- Children of the Night（英语：Children of the Night (1985 film)）（琳達）
- 剛果驚魂（英语：Congo (film)）（艾咪）※影碟版。
- 第一夫人的保鏢（英语：Guarding Tess）
- 來自陰陽界（英语：Hideaway (film)）（薩曼莎）
- 小鬼當家（林妮·麥卡利斯特〈安琪拉·哥薩爾斯（英语：Angela Goethals）〉）※朝日電視台版。
- 小鬼當家2（林妮·麥卡利斯特〈莫琳·伊麗莎白·夏依〉）※朝日電視台版。
- 親愛的，我把孩子放大了（英语：Honey, I Blew Up the Kid）（亞當）※日本電視台版。
- 愛在紐約（英语：It Could Happen to You (1994 film)）
- 居里夫人 (1943年電影)（瑪汀）
- 摩登大聖
- 情聖保鏢（英语：My Father the Hero (1994 film)）
- 特遣隊出擊（英语：Navy SEALs (film)） ※朝日電視台版。
- 絕命時刻（英语：Nick of Time (film)）（林恩·沃森〈寇特妮·蔡斯〉）※DVD版。
- 絕地戰將（英语：On Deadly Ground） ※VHS、DVD版。
- 羅西尼鬼精靈（英语：Rossini's Ghost）（蓮妮亞安娜）
- 凶兆（崔西·沃斯華〈茱麗葉·勞倫斯（英语：Juliet Rylance）〉）
- 上錯驚魂路（英语：U Turn (1997 film)）（珍妮〈克萊兒·丹妮絲〉）
- 超人力霸王帕瓦德（電視記者）

#### 電視影集
- 淘氣小子看世界（英语：Boy Meets World）（Topanga Lawrence〈Danielle Fishel〉）
- 聖女魔咒（第5季：Jessica、第6季：Bianca的母親）
- 歡樂滿屋 (第3季)（Aaron Bailey〈Miko Hughes〉）
- 爸爸（朝鲜语：파파 (드라마)）（韓世陽〈李英愛〉）
- 銀河飛龍（Alyssa Ogawa〈Patti Yasutake〉）

#### 動畫
- 101忠狗續集：倫敦大冒險（水晶〈凱薩琳·比蒙特（英语：Kathryn Beaumont）〉）
- 大力士（英语：Hercules (1998 TV series)）（女性）
- 皮諾丘和黑暗之王（英语：Pinocchio and the Emperor of the Night）（閃爍）

### 廣播節目
- （文化放送）
- （MBS電台）
- 子安、冰上的GAME-DRA NIGHT（日语：子安・氷上のゲムドラナイト）
- 子安、冰上的GAME-DRA A
- 櫻通信
- （女服務生Kyoko）
- Sweet Screaming Revue
- Radio de Chiffons
- Radio Cioccolata
- （文化放送系：1997年－1998年）
- KADOKAWA電波雜誌（日语：KADOKAWA電波マガジン）（TOKYO FM系）
  - 「龍偵探局」（1997年－1998年）
  - 「CYBER NET J」（1998年－1999年）
- 麻煩巧克力（日语：トラブルチョコレート）相關
  - 冰上、丹下的麻煩巧克力（TOKYO FM系：1998年10月－1999年3月）
  - 冰上、丹下的麻煩巧克力對談（1999年4月－2000年3月）
  - 氷上恭子的麻煩巧克力對談2（2000年4月－2001年3月）
- （文化放送系：1998年10月－2000年3月）
- （大阪放送：1999年10月－2001年9月）
- （大阪放送：2001年10月－2002年3月）
- （大阪放送：2002年4月－2003年3月）
- broccoli GAMERS Radio（日语：broccoli GAMERS Radio）（大阪放送：2003年4月－2003年9月）
- （大阪放送：2003年10月－2004年2月）
- （大阪放送：2004年4月－9月）
- D.U.P.的Welcome！PARTY☆NIGHT（日语：D.U.P.のWelcome!PARTY☆NIGHT）（BEAT☆Net Radio！（日语：BEAT☆Net Radio!）：2004年10月－12月）
- （音泉：2014年11月15日－2015年11月28日）
- Come On A My House（ラヂオつくば，2016年10月7日－現在）

### 數位漫畫
- VOMIC Enigma謎（灰葉美奈）

### CD

#### 專輯
- PureLove（1995年）
- 微熱（1996年）
- unmoral（1997年）
- HYSTERIC NOISE（1998年）
- blue（1999年）
- hikamix（2000年）
- vicino（2002年）

#### 單曲
- Beautiful days
- 真冬的流星（音樂組合WITH YOU（日语：WITH YOU (音楽ユニット)）成員名義）
- （新世紀福音戰士 2nd Impression附贈盤收錄）

#### 音樂CD
- 愛天使傳說系列（FURIL'）
  - 夢見愛天使（日语：夢見る愛天使）（FURIL）
  - 愛天使傳說 Premium CD（日语：ウェディングピーチ プレミアムCD）
  - Virgin Love（日语：ウェディングピーチ スペシャルCD）
  - 愛天使傳說 聖誕節CD（日语：ウェディングピーチ クリスマスCD）
- GALL FORCE -THE REVOLUTION-（日语：ガルフォース） Vocal Collection（波妮）
- 妹妹公主&妹妹公主RePure X'mas Song Collection（日语：シスター・プリンセス&シスター・プリンセスRePure X'mas Song Collection）（真深）
- VS騎士檸檬汽水&40炎 系列
  - 未來形偶像
  - VS騎士檸檬汽水&40炎 超天然未來形專輯2 Parallel Vacation
- SAKURA ～雪月華～（日语：SAKURA 〜雪月華〜）劇中歌全集
- 麻煩巧克力（日语：トラブルチョコレート）
  - 廣播節目「冰上恭子的麻煩巧克力2」Vocal Album『A Song Of TROUBLE CHOCOLATE VIRUS』
  - 電視動畫片頭主題曲「C.H.O.C.O.」（底波拉）
  - 電視動畫片頭主尾曲（底波拉）
  - 1st專輯『WATCHA』（底波拉）
  - 3rd專輯 『WATCHA！2』（底波拉）
  - 4rth專輯 （底波拉）
- 天使的尾巴 系列
  - （P.E.T.S.名義）
  - 片頭主題曲『天使的尾巴/One Drop（日语：おとぎストーリー 天使のしっぽのディスコグラフィ#天使のしっぽ/One Drop）』（P.E.T.S.名義）
  - 與天使的相逢 ～然後離別（守護天使·高中生三重唱）
  - 天使的尾巴 角色歌曲&原聲音樂 天使的歌聲（日语：おとぎストーリー 天使のしっぽのディスコグラフィ#天使のうたごえ）（P.E.T.S.名義）
  - 天使的尾巴 BEST VOCAL PLUS 天使無論在何處。（日语：おとぎストーリー 天使のしっぽのディスコグラフィ#天使といつまでも。）（蛇之雪）
- 無限的未知 角色歌曲精選輯「從明天起」
- 女高中生 GIRL'S-HIGH 系列（姬路京子）
  - 女高中生 GIRL'S-HIGH 角色歌曲&廣播劇（日语：女子高生 GIRL'S-HIGH キャラクターソング&ドラマ）
- Lunar Songs1 ～藍星傳說

#### 廣播劇CD
- Weiß kreuz Dramatic Collection I The Holy Children（沙山夏樹）
- （愛川鈴音） 
  - 插入歌（with 岩男潤子，作曲：飯塚博）
  - 插入歌（with 岩男潤子，作詞：白倉由美，作曲：飯塚博）
  - 插入歌（with 岩男潤子，作詞：白倉由美，作曲：飯塚博）
  - 插入歌（作詞：白倉由美，作曲：佐藤泰弘）
- 格特魯德料理（佐原漱）
- KIRAI（美幸）
- 金田一少年之事件簿 惡魔組曲殺人事件（七瀨美雪）
- 金田一少年之事件簿 死神醫院殺人事件（七瀨美雪）
- Cocoon World ～通宵冒險者～（日语：ファイブリア）（那姆）
- SAKURA ～雪月華～（日语：SAKURA 〜雪月華〜）（深海優子·瀧夜叉）
- STEINS;GATE 有聲系列☆Lab Men Number 008☆（阿萬音由季）
- 停電少女和羽蟲的管弦樂 來自深淵的邀請函（友惠）
- 天使的尾巴CD廣播劇 高中生篇（小雪）
- （水無瀨真奈）
- 火焰之纹章 黎明篇／紫嵐篇（日语：ファイアーエムブレム (佐野真砂輝&わたなべ京の漫画)#ドラマCD）（雷納）
- FALCOM SPECIAL BOX '96 [DISC2] CD廣播劇 Brandish外傳（慎吾）
- 驚爆危機！（千鳥要（日语：千鳥かなめ））
- 龍息之焰III（日语：ブレス オブ ファイアIII）（妮娜） 
  - 插入歌（作詞：白倉由美，作曲：太田美知彥）
- 暮蟬悲鳴時（間宮麗娜）
- 女優大試煉（西田理咲）
  - 女優大試煉 原聲廣播劇&BGM專輯 Vol.1「麥篇」
  - 女優大試煉 原聲廣播劇&BGM專輯 Vol.2「野乃篇」
- 女棒甲子園 CD廣播劇 燃燒對決！赤裸裸的9人（森村聖良[33]）
- 寶貝神獸（日语：PON!とキマイラ）（相田千津）
- Sound Picture BOX 超夢的誕生（日语：サウンドピクチャーボックス ミュウツーの誕生）（Ambertwo）
- 可愛動物日記（如月芹奈）
- 指尖奶茶（池田未紀）
- 龍三郎系列（日语：龍三郎シリーズ）（涉澤玉三郎、岸田櫻子）
- 靈感少女（天海夕陽[34]）

### 舞台
- 劇舎公演3（2009年9月25日－27日）
- 「Q -你是什麼人-」（2011年7月13日－18日，池袋綠色劇場（日语：シアターグリーン）BOX in BOX THEATER）
- 劇團東京都鈴木區（日语：劇団東京都鈴木区）（2013年3月13日－24日，池袋KASSAI劇場）
- 劇團東京都鈴木區 朗讀文化協會 第1回講演「朗讀劇 你是No.1」（2016年10月8日－9日，座高圓寺2）（飾演Techno前輩）

### 其它
- （和田智美（山本耕史的聲音））
- 少年Sunday CM劇場『植木的法則』篇（森愛）
- chiffons
- （有聲書）
- 花之聲優界！明星☆保齡球 新春吠吧笑吧大暴投特別節目（日语：花の声優界! スター☆ボウリング#第2弾）

## 腳註

## 外部連結
- Mausu Production公式官網的聲優簡介 （页面存档备份，存于） （日語）
- （日語）－冰上恭子的官方個人部落格（2014年11月24日啟用）。
- （日語）－冰上恭子的（舊）官方個人部落格（2014年11月14日為止）。
- Marine Entertainment－聲優組合·Chiffons（日语：Chiffons）官方網站。
- Chiffons的Fan Fan Radio！ （日語）